# Saint-Cloud Paris Stade Français 2017-2018
Questa voce raccoglie le informazioni riguardanti il Saint-Cloud Paris Stade Français nelle competizioni ufficiali della stagione 2017-2018.

## Organigramma societario
Area direttiva
- Presidente: Zélie Amard

Area tecnica
- Allenatore: Stijn Morand
- Allenatore in seconda: Fabien Lagarde

## Rosa
| N° | Nome              | Ruolo | Data di nascita   | Nazionalità sportiva |
| -- | ----------------- | ----- | ----------------- | -------------------- |
| 1  | Rita Liliom       | S/O   | 23 maggio 1986    | Ungheria             |
| 2  | Martina Šmídová   | S     | 29 dicembre 1986  | Rep. Ceca            |
| 4  | Valérie Courtois  | L     | 1º novembre 1990  | Belgio               |
| 5  | Liis Kullerkann   | C     | 2 maggio 1991     | Estonia              |
| 6  | Auriane Biemel    | L     | 5 ottobre 1999    | Francia              |
| 7  | Maëva Orlé        | C/O   | 8 maggio 1991     | Francia              |
| 9  | Nina Stojiljković | P     | 1º settembre 1996 | Francia              |
| 10 | Flore Gravesteijn | S     | 26 aprile 1987    | Paesi Bassi          |
| 12 | Nicole Szyba      | C     | 3 settembre 1998  | Francia              |
| 14 | Mallory Steux     | P     | 24 ottobre 1988   | Francia              |
| 15 | Ágnes Pallag      | S/O   | 2 settembre 1993  | Ungheria             |
| 17 | Alexandra Dascalu | S/O   | 17 aprile 1991    | Francia              |
| 20 | Lara Vukasović    | C/O   | 10 novembre 1994  | Croazia              |